# Susi Pastoors
Susanne "Susi" Pastoors, född 13 februari 1914, död 22 mars 1984, var en tysk friidrottare med kastgrenar som huvudgren. Pastoors var en pionjär inom damidrott. Hon blev silvermedaljör vid EM i friidrott 1938 (det första EM där damtävlingar var tillåtna även om herrtävlingen hölls separat).

## Biografi
Susi Pastoors föddes 1914 i västra Tyskland. Efter att hon börjat med friidrott tävlade hon först i löpning och övergick senare till spjutkastning. Hon gick med i idrottsföreningen "Bonner TV" 1860 i Bonn, senare tävlade hon för "Bonner FV".
1935 deltog hon i sitt första tyska mästerskap då hon kom på en 6.e plats i spjutkastning vid tävlingar 3–4 augusti i Berlin. Senare flyttade hon till Berlin där hon tävlade för "TiB Turngemeinde in Berlin 1848", därefter för "Post SV Berlin" och "OSC Olympische Sport-Club Berlin".
Åren 1937–1943 låg hon på topp 9-listan över världens bästa spjutkastare med en andra plats 1938 som högsta placering.
1938 deltog hon vid EM i friidrott 17 september–18 september på Praterstadion i Wien. Under tävlingarna tog hon silvermedalj i spjutkastning med 44,14 meter.
1939 tog hon sin första medalj i de tyska mästerskapen vid tävlingar 8–9 juli i Berlin, då hon vann silvermedalj i spjutkastning. Hon blev sedan tysk bronsmästare 1940 och 1941.
1951 och 1952 deltog hon åter i de tyska mästerskapen där hon båda gångerna slutade på en 6.e plats i spjut. 1952 deltog hon 10 augusti även vid den första ISTAF-tävlingen efter kriget, hon vann då spjutkastningen.